# Río Cottica
El río Cottica (en sranan tongo: Kotika-liba) es un río de Surinam.
Sus nacientes se ubican en las colinas que rodean la población de Moengo por el sur. En la parte superior de su curso recibe los aportes de los arroyos Patamacca kreek y Ricanau kreek. Por allí el río es cruzado por un puente de la llamada autovía conexión Este-Oeste. Fluye en dirección oeste hasta desembocar en el río Commewijne.
Su cuenca abarca unos 2900 km².